# 河野孝子
河野 孝子（こうの たかこ、1913年9月26日 - 1994年1月22日）は、日本の政治家。自由民主党衆議院議員（1期）。政治家河野金昇の妻。

## 経歴
大阪府出身。1931年、大阪府立生野高等女学校（後の大阪府立勝山高等学校）卒業。河野金昇と結婚する。
1946年、夫の金昇が国会議員となる。金昇の当選は6回を数えた。1958年3月29日、夫が急死。その後継者として同年5月の第28回衆議院議員総選挙に愛知3区から自由民主党公認で立候補して当選した。党内では幹事、婦人局生活部長、全国組織委員会婦人対策部長を歴任した。衆議院議員は1期務め、1960年の総選挙には出馬せず、秘書だった海部俊樹（後・内閣総理大臣）が後継者となった。1993年、勲四等宝冠章受章。
1994年1月22日、死去。日本赤十字社婦人会愛知県役員を務めた。